# Зубр (корвет, 1856)
«Зубр» — 11-пушечный винтовой корвет Черноморского флота Российской империи.

## Описание корвета
Осенью 1855 года на Охтенской верфи Санкт-Петербурга по одному проекту было заложено 14 винтовых 11-пушечных корветов. На каждом корвете предполагалась установка паровой машины мощностью 200 л. с. и одному подъемному винту. В 1856 году все 14 судов были спущены на воду. Проектное водоизмещение корветов составляло 885 тонн. После окончания Крымской войны корветы этого класса составляли основу лёгких крейсерских сил русского флота.

## История службы
Корвет был заложен в октябре 1855 года на Охтенской верфи в Санкт-Петербурга и в июне 1856 года спущен на воду.
Согласно отдельной русско-турецкой конвенции, подписанной по окончании Крымской войны, каждая из черноморских держав могла иметь для береговой службы по шесть паровых судов длиной до 50 метров по ватерлинии и водоизмещением до 800 тонн, а также по четыре лёгких паровых или парусных судна водоизмещением до 200 тонн. Однако, в результате того, что во время войны Россия потеряла большую часть Черноморского флота, на Чёрном море не было даже установленного количества судов. По этой причине в состав Черноморского были переведены шесть корветов Балтийского флота. 13 июня 1857 года «Зубр» в составе отряда из корветов «Рысь» и «Удав» под командованием капитана 1-го ранга И. Ф. Лихачева вышел на усиление Черноморского флота и в сентябре того же года прибыл из Кронштадта в Николаев. Все корветы вошли в состав Черноморского флота. Первоначально корвет был вооружён одной 36-фунтовой пушкой № 1 и десятью 36-фунтовыми карронадами. 
В составе флота «Зубр» нёс службу в качестве корвета «11-пушечного ранга». 
25 января 1869 года корвет «Зубр» продан на слом.

## Командиры корвета
Командирами корвета «Зубр» в составе Российского императорского флота в разное время служили:
- капитан-лейтенант, а с 28 декабря 1855 (9 января 1856) года капитан 2-го ранга Н. Ф. Юрьев (с 16 (28) ноября 1855 года);
- капитан-лейтенант Н. Я. Астапов (1857—1858 годы);
- капитан 2-го ранга, а с 8 (20) сентября 1859 года капитан 1-го ранга Руднев, Иван Григорьевич (1858—1860 годы);
- капитан-лейтенант В. Н. Иванов (с 27 июня (9 июля) 1860 года до 17 (29) февраля 1864 года)[6];
- капитан-лейтенант А. А. Беклешев (c 17 (29) февраля 1864 года).

## Старшие офицеры корвета
- 1864 – 1866 лейтенант Снетов, Пётр Петрович